# Castlebridge
Castlebridge (iriska: Droichead an Chaisleáin) är en ort i republiken Irland.   Den ligger i grevskapet Loch Garman och provinsen Leinster, i den sydöstra delen av landet, 110 km söder om huvudstaden Dublin. Castlebridge ligger 17 meter över havet och antalet invånare är 1 726.
Terrängen runt Castlebridge är platt. Havet är nära Castlebridge åt sydost.  Närmaste större samhälle är Wexford, 5,8 km söder om Castlebridge. Trakten runt Castlebridge består till största delen av jordbruksmark.